# TCEAL7
TCEAL7 (англ. Transcription elongation factor A like 7) – білок, який кодується однойменним геном, розташованим у людей на довгому плечі X-хромосоми. Довжина поліпептидного ланцюга білка становить 100 амінокислот, а молекулярна маса — 12 324.
| 10         |  | 20         |  | 30         |  | 40         |  | 50         |
| ---------- |  | ---------- |  | ---------- |  | ---------- |  | ---------- |
| MQKPCKENEG |  | KPKCSVPKRE |  | EKRPYGEFER |  | QQTEGNFRQR |  | LLQSLEEFKE |
| DIDYRHFKDE |  | EMTREGDEME |  | RCLEEIRGLR |  | KKFRALHSNH |  | RHSRDRPYPI |
|            |  |            |  |            |  |            |  |            |

A: Аланін

C: Цистеїн

D: Аспарагінова кислота

E: Глутамінова кислота

F: Фенілаланін

G: Гліцин

H: Гістидин

I: Ізолейцин

K: Лізин

L: Лейцин

M: Метіонін

N: Аспарагін

P: Пролін

Q: Глутамін

R: Аргінін

S: Серин

T: Треонін

V: Валін

Кодований геном білок за функцією належить до репресорів. 
Задіяний у таких біологічних процесах, як транскрипція, регуляція транскрипції. 
Локалізований у ядрі.